# Нове Кухми
Нове Кухми (пол. Nowe Kuchmy) — село в Польщі, у гміні Міхалово Білостоцького повіту Підляського воєводства.
У 1975-1998 роках село належало до Білостоцького воєводства.